# Trương Quần
Trương Quần (張群; Bính âm: Zhāng Qún; tên tự Trương Nhạc Quân (張岳軍); sinh 9 tháng 5 năm 1889 – mất 14 tháng 12 năm 1990) là Thủ tướng Trung Hoa Dân Quốc và là đảng viên nhiều ảnh hưởng trong Quốc Dân Đảng. Trong giai đoạn từ năm 1954 – 1972, ông đảm nhận chức vụ Tổng Thư ký và Tư Chính cho Tổng thống của Trung Hoa Dân Quốc như Tưởng Giới Thạch, Nghiêm Gia Cam, Tưởng Kinh Quốc và Lý Đăng Huy. 

## Tiểu sử
Sinh ra tại quận Hứa Dương, Tứ Xuyên (ngày nay là huyện Song Lưu,Thành Đô) năm 1906, ông được nhận vào Học viện Quân sự Bảo Định. Năm sau, ông được chọn đi Nhật học tại trường quân sự Shimbu Gakko. Cùng với bạn đồng học, Tưởng Giới Thạch (蔣中正 / 蔣介石), ông gia nhập Đồng minh hội cùng năm. Sau khi hoàn tất chương trình huấn luyện cơ bản, họ đều phục vụ trong Trung đoàn Takada thuộc Quân đoàn Niigata trước khi trở về Trung Hoa phục vụ dưới quyền Tôn Dật Tiên trong cách mạng lật đổ nhà Thanh năm 1911. Trong giai đoạn này, tình bạn suốt đời giữa 2 người và Hoàng Phu (黄郛) hình thành và 3 người kết nghĩa huynh đệ. Trương kết hôn với Mã Tú Anh (馬育英) năm 1913; vì đứa con đầu của họ được sinh ra năm 1917, về sau ông tự cho là đã thực hành kế hoạch hóa gia đình từ lâu trước khi nó trở nên phổ biến!
Khi Viên Thế Khải (袁世凱) định phục hồi đế chế, Trương trốn sang Nhật Bản và hoàn tất chương trình huấn luyện năm 1915. Sau một thời gian dạy học tại một trường Trung Hoa tại Lãnh thổ Đông Ấn Hà Lan, ông trở về Trung Hoa tham gia lật đổ Viên.
Sau khi Dân Quốc được khôi phục, Trương giữ một vài chức vụ. Trở thành Thiếu tướng năm 28 tuổi, ông về sau trở thành ủy viên Ủy ban Chấp hành Trung ương Quốc dân đảng, Thị trưởng Thượng Hải và Hiệu trưởng Đại học Đồng Tế, Chủ tịch tỉnh Hồ Bắc và Bộ trưởng Ngoại giao. Trong Quốc dân đảng, ông lãnh đạo Ủy ban Chính trị (政學系), bao gồm những tướng lĩnh như Hoàng Phu (黄郛) và Hùng Thức Huy (熊式輝), những học giả như Dương Vĩnh Thái (楊永泰) và Vương Sủng Huệ (王寵惠), và những nhà ngân hàng và công nghiệp như Ngô Đỉnh Xương (吳鼎昌) và Trương Gia Ngao (張嘉璈). Trong Thế chiến II, ông là Bí thư trưởng Hội đồng An ninh Quốc gia và Chủ tịch tỉnh Tứ Xuyên.

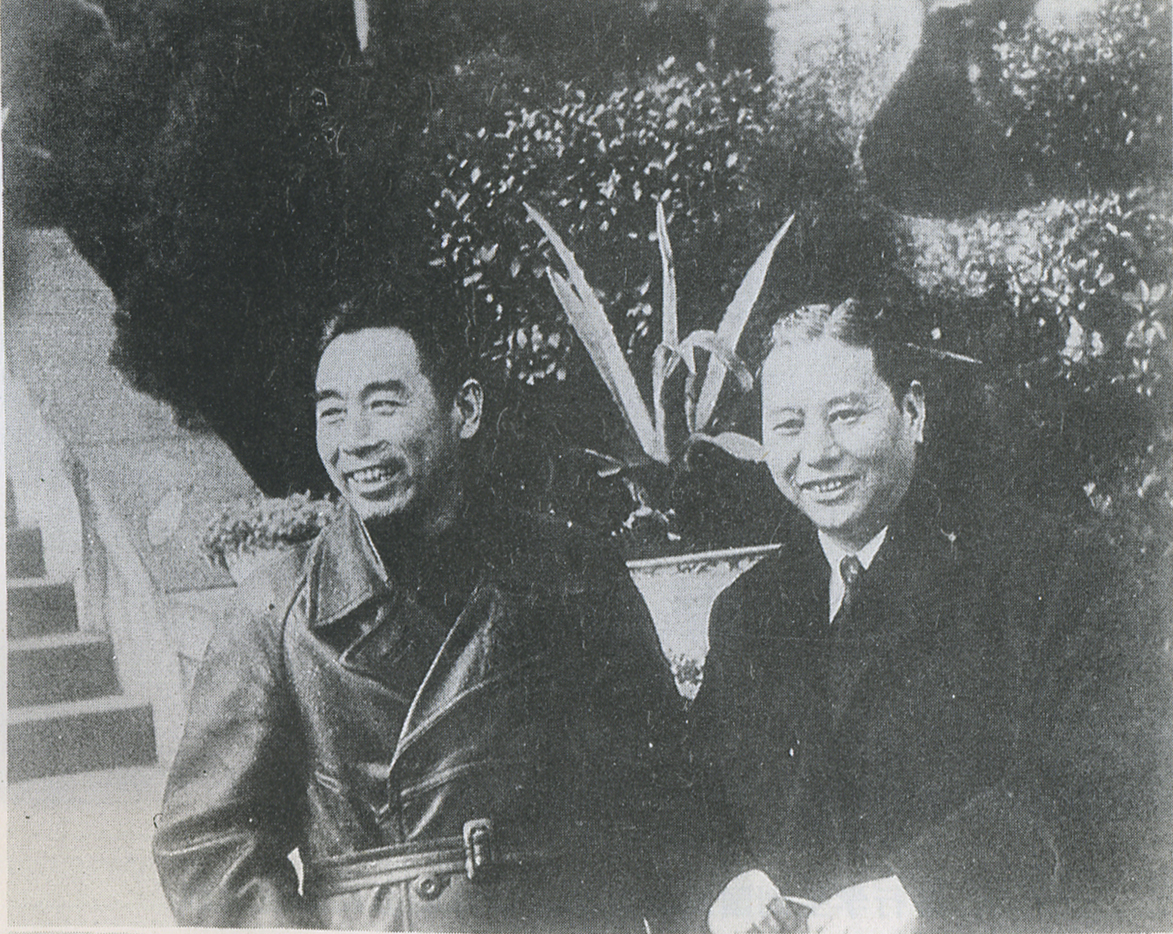
Chu Ân Lai (trái) và Trương Quần (phải) năm 1946.

Năm 1946, Trương, đại diện Chính phủ Quốc dân, là thành viên Ủy ban 3 người cùng tướng George Marshall, về sau là Chủ tịch Hội đồng Tham mưu trưởng Liên quân Hoa Kỳ, và đại diện Đảng Cộng sản Trung Hoa Chu Ân Lai (周恩來), Ủy ban được thành lập tại Nam Kinh vào tháng 1 năm 1946 để tiến đến Quốc-Cộng ngừng bắn và xuống thang nội chiến. Uy tín và hành động của Marshall giúp mang lại ngừng bắn tạm thời và những kế hoạch thống nhất về chính trị-quân sự.
Năm 1947, Trương đứng đầu chính phủ liên hiệp đầu tiên với tư cách Viện trưởng Viện Hành chính, chức vụ tương đương Thủ tướng Trung Hoa Dân Quốc. Cương lĩnh của ông là chuẩn bị Trung Hoa cho một chính phủ hợp hiến, cải cách ruộng đất và kiểm soát thị trường. Sau khi dời thủ đô từ Nam Kinh đến Đài Bắc, ông trở thành Tổng tham mưu trưởng và Bí thư trưởng của Tổng thống năm 1954. Trong những nhiệm vụ của ông có việc hoạch định chính sách ngoại giao của chính phủ và đại diện Tổng thống tại châu Phi và châu Âu, bao gồm Công đồng Vatican II và Nhật Bản. Năm 1972, ông đóng vai trò quan trọng trong những cuộc đàm phán về sự thay đổi chính sách ngoại giao của Nhật Bản với Cộng hòa Nhân dân Trung Hoa. Chức vụ cuối cùng của ông là Chủ tịch Đoàn chủ tịch Ủy ban Cố vấn Trung ương Quốc dân đảng.
Là ủy viên ban lãnh đạo Bảo tàng Cố Cung Quốc dân, ông cũng là nhà thư pháp có tiếng, kết bạn với những nghệ sĩ lớn như Trương Đại Thiên (張大千; bính âm: Zhang Daqian), Hoàng Quân Bích và Lan Yin-ting, và là một nhà sưu tập nghệ thuật. Ông qua đời ở tuổi, vì suy tim và thận, tại Bệnh viện Cựu chiến binh Trung ương ở Đài Bắc, ngày 14 tháng 12 năm 1990.
Vợ Trương, bà Mã Tú Anh (馬育英; bính âm: Ma Yuying), chết năm 1974. Ông có một con gái, bà Yalan Chang Lew (劉張亞蘭; bính âm: Liu Zhang Yalan), góa phụ của Đại sứ Yu-Tang Daniel Lew (劉毓棠; bính âm: Liu Yutang), và hai con trai là Tiến sĩ Philip Chi-cheng Chang (張繼正; bính âm: Zhang Jizheng), Cựu Bộ trưởng Thông tin 1969-72, Chủ tịch Hội đồng Kế hoạch Kinh tế và Phát triển 1973-76, Bộ trưởng Tài chính 1978-81 và Thống đốc Ngân hàng Trung ương Trung Hoa Dân Quốca 1984-89, và Tiến sĩ Theodore Chi-chung Chang (張繼忠; bính âm: Zhang Jizhong), Phó viện trưởng Viện Thần học Sự Thật và mục sư danh dự tại Nhà thời Manndarin Baptist ở Pasadena, California.